# Le Roseau
Le Roseau is een gehucht in het Franse departement Nord. Het ligt in de gemeente Avelin. Het ligt twee kilometer ten zuiden van het dorpscentrum van Avelin, op de weg naar Tourmignies, een halve kilometer voorbij het gehucht Le Croquet. Het gehucht telt maar een paar boerderijen. In Le Roseau vindt men nog de restanten van een kasteel dat toebehoorde aan de familie de La Chapelle, gekend in 1430.